# 김완준
김완준(1974년 ~)은 대한민국의 가수다. 2008년 1집 앨범 [임자 있는 여자]로 데뷔했다.

## 방송
- 전국노래자랑 전주시편 (1993) - 우수상
- KBS 도전 꿈의무대 2회 출연
- KBS 아침마당 가족이 부른다 출연
- MBC 가요베스트 출연
- 전국 톱10 가요쇼 출연
- 히든싱어 6 (2020) - 진성 편 최종우승, 왕중왕전 9위
- 전북TBN 교통방송 (2022) 주말TBN차차차 MC

## 앨범
- 임자 있는 여자 (2008)
- 똑 똑 똑 (2012)
- 똑똑똑 / 임자 있는 여자 (2015)
- 방금 그 노래 (2018)
- 방금 그노래 2020 VER. (2020)
- 사랑의 백신 (2021)
- Single Album '세월꽃' (2021)
- 목포항부둣가 (2024)

## 수상
- 전라 예술제 (1998) - 금상
- 제7회 박달가요제 (2003) - 은상
- 광주MBC 가요열전 (2005) - 3승 장원
- 히든싱어6 진성편 (2020) - 최종우승
- 대한민국 예술문화 스타대상 (2023) - 남자부분 우수상

## 경력
- 제천국제한방바이오엑스포 (2009) 홍보대사 위촉
- 전국 청수회 (2023) 명예 심씨 위촉